# Ponce (évêque de Valence)
Pour les articles homonymes, voir Ponce (homonymie).
Ponce (Ponce) est un évêque de Valence, de la première moitié du XIe siècle, fils du comte de Valence (Valentinois), Ademar.

## Biographie

### Origines
Ponce (Ponce) est mentionné pour la première fois dans un acte daté de 1031(/32). Il est le fils d'Ademar/Adhémar/Aimaret de Rothilde (Roteldis),,,. Il a pour frères Hugues, héritier du titre mais sans mention connues, Lambert, Gontard et Géraud,,.
Lui et sa famille — « Adémar, comte [de Valentinois], son épouse Roteldis ou Rotildis et leurs fils Ponce, évêque [de Valence], Hugues, Lambert, Gontard et Géraud » — sont mentionnés dans une charte de Cluny (no 2921), datée du 26 mars 1037 (peut être avant). Sa position dans la liste est à mettre en lien avec son statut, Hugues étant l'aîné et le futur héritier. L'acte concerne une donation de l'abbaye de Saint-Marcel-lès-Sauzet à Cluny, afin qu'elle puisse relever le monastère,.
Il est le neveu de l'ancien évêque de Valence, Lambert, frère du comte Ademar/Adhémar/Aimar,.

### Épiscopat
Ponce est donné évêque de Valence, par les catalogues, 1031/32 – 1056. 
Il mentionné pour la première fois comme évêque de Valence, dans un acte estimé vers 1031(/32,), aux côtés d'autres prélats de la région, dans une donation de la reine Ermengarde, à l'abbaye de Talloires,,,.
Il est présent, en octobre 1037, dans une assemblée de son métropolitain, l'archevêque de Vienne, Léger,.
Il est présent à Marseille, le 5 octobre 1040, auprès du pape Benoît IX,. Son nom apparaît dans la dédicace de l'église Saint-Victor. Il est présent à Besançon, le 25 mars 1044, pour apposé son sceau aux côtés de l'archevêque de la ville, Hugues Ier de Salins,.
Il est destinataire de deux lettres du pape Léon IX, datées du 3 mai 1050,, « recommandent à [l']évêque et à quelques-uns de ses collègues de prendre en main la défense des religieux de Saint-Barnard de Romans contre les usurpateurs de leurs biens. »
Il participe, la même année, au concile de Verceil (Piémont), où l'on condamne notamment Bérenger, l’écolâtre de Tours. À cette occasion, l'abbaye Saint-Victor de Valence est (re)donnée à l'abbaye Saint-Victor de Marseille,. Il semble que son oncle, Lambert, en avait fait don à Saint-Chaffre, en 1011, dépossédant ainsi l'abbaye marseillaise.
Ponce est, enfin, présent aux conciles de Vienne, en 1054, et celui de Châlon, en 1056,.

### Mort et succession
Aucun acte ne mentionne Ponce au-delà de l'année 1056. Son successeur, Odon, semble monter sur le trône épiscopal de Valence, vers 1058.
Odon est le fils du comte de Valentinois, Geilin II. Bien qu'il n'existe pas d'acte prouvant une filiation entre les descendants du comte Lambert et Geilin II, Chevalier le dit possiblement neveu de Ponce.